# Lidia Groeger
Lidia Groeger (ur. 18 grudnia 1964 w Łodzi) – polski geograf, specjalista w zakresie geografii społeczno-ekonomicznej, gospodarki przestrzennej i planowania przestrzennego oraz geografii miast, mieszkalnictwa i nieruchomości mieszkaniowych, wykładowca Wydziału Nauk Geograficznych Uniwersytetu Łódzkiego.

## Życiorys
W 1988 roku ukończyła studia magisterskie na Wydziale Biologii i Nauk o Ziemi Uniwersytetu Łódzkiego (praca: Zagospodarowanie przestrzenne i zewnętrzne warunki mieszkaniowe osiedla im. Władysława Jagiełły w Łodzi, promotor: doc. dr hab. S. Pączka). Doktoryzowała się na macierzystej uczelni na podstawie rozprawy Waloryzacja przestrzeni mieszkaniowej w opiniach klientów łódzkich biur obrotu nieruchomościami, napisanej pod kierunkiem prof. nadzw. dr hab. J. Dzieciuchowicza.
Stopień naukowy doktora habilitowanego w zakresie geografii uzyskała w 2014 rozprawą habilitacyjną: Zróżnicowanie i wartościowanie przestrzeni mieszkaniowej na przykładzie miast województwa łódzkiego.
Od 1988 roku zawodowo związana z Uniwersytetem Łódzkim, od 2016 zatrudniona w Instytucie Zagospodarowania Środowiska i Polityki Przestrzennej. W latach 2005–2010 zatrudniona w Wyższej Szkole Humanistyczno-Ekonomicznej w Pabianicach.

## Wyróżnienia i odznaczenia
Nagroda Towarzystwa Urbanistów Polskich za pracę magisterską (1989), Nagrody Rektora UŁ za osiągnięcia w pracy naukowej (2004, 2015), Nagroda Marszałka Województwa Łódzkiego za rozprawę habilitacyjną (2014).

## Wybrane publikacje
- Groeger L. (2004), Waloryzacja przestrzeni mieszkaniowej (w opiniach klientów łódzkich biur obrotu nieruchomościami), Wydawnictwo Uniwersytetu Łódzkiego, Łódź, 127 s.
- Groeger L. (2008), Podstawy wyceny nieruchomości miejskich [w:] S. Liszewski (red.), Geografia urbanistyczna, Wydawnictwo Uniwersytetu Łódzkiego, Łódź, s. 355–371.
- Groeger L. (2009a), Aspekt społeczny w kształtowaniu przestrzeni mieszkaniowej, „Space ‒ Society ‒ Economy”, No. 9, s. 71–89.
- Groeger L. (2009b), opis do Planszy LV: Nowe obszary rezydencjonalne w Łodzi. Stan w roku 2007 [w:] S. Liszewski (red.), Atlas Miasta Łodzi – suplement, Urząd Miasta Łodzi, ŁTN, Łódź.
- Groeger L. (2011a), Przestrzeń mieszkaniowa małych miast województwa łódzkiego [w:] K. Heffner, T. Marszał (red.), Rewitalizacja, gentryfikacja i problemy rozwoju małych miast, „Studia KPZK PAN”, t. CXXXVI, s. 119‒140.
- Groeger L. (2011b), Specificity and New Opportunities for the Functioning of Large Housing Estates in Poland [w:] M. Kowalczyk, S. Cudak (ed.), Innovativeness at the Beginning of 21st Century, „Studies Researches Exemplifications”, ECKO House Publishing, USA, s. 31–41.
- Groeger L. (2012), Rola i kształtowanie przestrzeni publicznych w podnoszeniu atrakcyjności i wartości inwestycji mieszkaniowych [w:] M.J. Nowak, T. Skotarczak (red.), Inwestycje w mieście, uwarunkowania ekonomiczne, organizacyjne i przestrzenne, CeDeWu.pl Wydawnictwa Fachowe, Warszawa, s. 89–105.
- Groeger L. (2013a), Social Valuation of City Public Residential Space, „Real Estate Management and Valuation”, Vol. 21, No. 2, s. 56–64.
- Groeger L. (2013b), Zróżnicowanie i wartościowanie przestrzeni mieszkaniowej na przykładzie miast województwa łódzkiego, Wydawnictwo Uniwersytetu Łódzkiego, Łódź, 256 s.
- Groeger L., Dzieciuchowicz J. (2016), Nowa przestrzeń mieszkaniowa. Lofty i rezydencje w Łodzi, Wydawnictwo Uniwersytetu Łódzkiego, Łódź, 123 s.
- Groeger L. (2018), Środowisko mieszkaniowe a przestrzeń mieszkaniowa, „Space ‒ Society ‒ Economy”, No. 26, s. 7–35.
- Markowski T., Drzazga D., Sikora-Fernandez D., Groeger L., Danielewicz J. (2018), Raport w sprawie polityki mieszkaniowej państwa, „Studia KPZK PAN", t. CLXXXV, Wydawnictwo Polska Akademia Nauk, Komitet Przestrzennego Zagospodarowania Kraju, Warszawa, s. 1–72.
- Groeger L. (2019), Historical Market of Real Estate of Poland – Problems of Evaluation (Исторический рынок недвижимости Польши – проблемы оценки), „Market Relations Development in Ukraine” („Формирование рыночных отношений в Украине”), No. 7–8 (218–219), s. 41–52.
- Groeger L. (2019), Krajobraz osiedli grodzonych – przykład Łodzi (The Landscape of Gated Communities – The Example of Łódź), „Prace Komisji Krajobrazu Kulturowego” („Dissertations of Cultural Landscape Commission”), No. 42 (2), s. 25–44.
- Groeger L. (2019), Rynek wynajmu nieruchomości mieszkaniowych – przykład Łodzi [w:] I. Rącka (red.), Nieruchomość w przestrzeni 5, t. 2: Analiza rynku nieruchomości, Bogucki Wydawnictwo Naukowe, Poznań, s. 27–46.